# Trevor Penning
Trevor Penning (Clear Lake, 15 maggio 1999) è un giocatore di football americano statunitense che milita nel ruolo di offensive tackle per i New Orleans Saints della National Football League (NFL).

## Carriera universitaria
Penning passò il primo anno a Northern Iowa come redshirt, poteva cioè allenarsi con la squadra ma non scendere in campo. L'anno successivo disputò come titolare tutte le 15 partite. Disputò come titolare 5 gare come tackle sinistro e una come tackle destro nella terza stagione, disputata nella primavera 2021 per la pandemia di COVID-19. Nell'ultima annata fu inserito nella formazione ideale della Missouri Valley Football Conference.

## Carriera professionistica
Penning fu scelto come 19º assoluto nel Draft NFL 2022 dai New Orleans Saints. Nella sua stagione da rookie disputò 4 presenze, nessuna delle quali come titolare.